# جدول مدال‌های بازی‌های آسیایی ۱۹۷۴

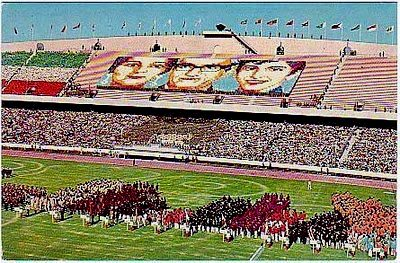
گوشه‌ای از آیین گشایش بازی‌های آسیایی تهران در ورزشگاه آریامهر

بازی‌های آسیایی ۱۹۷۴ (با نام رسمی هفتمین دوره بازی‌های آسیایی) یک رویداد چندورزشی بود که از ۱ تا ۱۶ سپتامبر ۱۹۷۴ (۱۰ تا ۲۵ شهریور ۱۳۵۳) در تهران، ایران برگزار شد. این نخستین بار بود که بازی‌های آسیایی در خاورمیانه برگزار می‌شد. در مجموع ۳٬۰۱۰ ورزشکار از ۲۵ کشور آسیایی عضو کمیتهٔ ملی المپیک در ۱۶ رشتهٔ ورزشی و ۲۰۲ رویداد شرکت کردند. تعداد کشورهای شرکت‌کننده در این بازی‌ها، تا آن زمان بیشترین تعداد در تاریخ بازی‌های آسیایی بود. در دوره قبلی بازی‌ها که با میزبانی بانکوک برگزار شد هجده کشور شرکت کرده بودند. در بازی‌های آسیایی ۱۹۷۴ رشته‌های شمشیربازی، ژیمناستیک (هنری) و بسکتبال زنان برای نخستین بار وارد بازی‌ها شدند اما قایق‌رانی بادبانی — که دور قبل برای نخستین بار در بازی‌ها وارد شده بود — در برنامهٔ بازی‌های این دوره گنجانده نشده بود. قایقرانی بادبانی از دورهٔ بعدی (۱۹۷۸) دوباره در فهرست ورزش‌های بازی‌های آسیایی قرار گرفت.
با تصمیم فدراسیون بازی‌های آسیایی در جلسهٔ ۱۶ نوامبر ۱۹۷۳، جمهوری چین (تایوان) از بازی‌ها کنار گذاشته شد تا راه برای حضور جمهوری خلق چین فراهم شود. مغولستان و کره شمالی نیز برای نخستین بار در این بازی‌ها حاضر شدند. ورزشکاران کشورهای عربی، پاکستان، چین و کره شمالی در رشته‌های شمشیربازی، تنیس، بسکتبال و فوتبال بنا به «دلایل سیاسی» در مقابل ورزشکاران اسرائیلی حاضر نشدند.
نوزده کشور در این بازی‌ها مدال کسب کردند و پانزده کشور حداقل یک مدال طلا به دست آوردند. ژاپن با ۷۵ مدال طلا، ۴۹ مدال نقره و ۵۱ مدال برنز (در مجموع ۱۷۲ مدال)، برای هفتمین دورهٔ پیاپی پیشتاز جدول مدال‌ها شد. ورزشکاران ایرانی با ۸۱ مدال شامل ۳۶ مدال طلا رتبهٔ دوم را کسب کردند که بهترین عملکرد ایران از ۱۹۵۱ (اولین حضور ایران در رقابت‌ها) تا امروز (تا پایان دورهٔ هجدهم) است (هم به لحاظ کسب مدال طلا، هم جایگاه در رده‌بندی کلی و هم تعداد کل مدال‌ها). چین در نخستین حضورش با مجموع ۱۰۶ مدال (شامل ۳۲ مدال طلا) در جایگاه سوم قرار گرفت. کره جنوبی که در دور قبلی دوم شده بود، با مجموع ۵۷ مدال (شامل ۱۶ طلا) در جایگاه چهارم قرار گرفت.

## محل برگزاری بازی‌ها
تمامی رویدادها در مجموعهٔ ورزشی آریامهر تهران (آزادی کنونی) برگزار شد.
- نمایی از ورزشگاه آریامهر به‌هنگام افتتاحیهٔ بازی‌ها

## جدول مدال‌ها[۱۱]

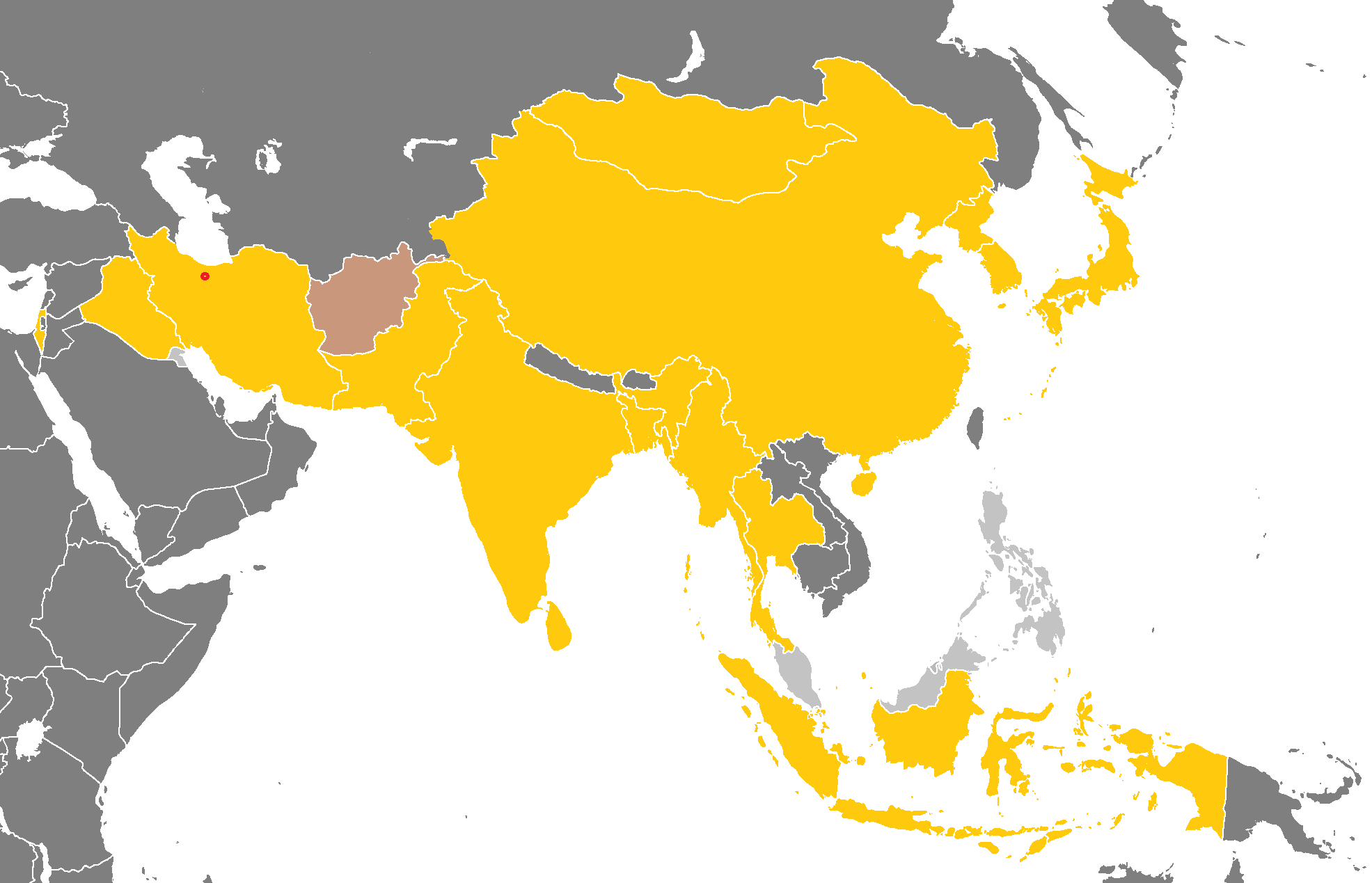
کشورهای برنده مدال‌های بازی‌های آسیایی ۱۹۷۴، کشورهایی که با رنگ طلایی مشخص شده‌اند، حداقل یک مدال طلا، کشورهای نقره‌ای رنگ حداقل یک مدال نقره و کشورهای برنزی رنگ حداقل یک مدال برنز برده‌اند.

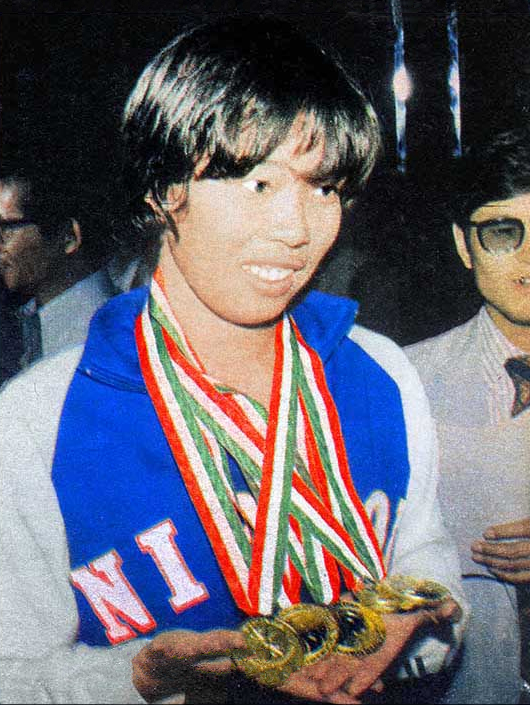
یوشیمی نیشیگاوا برنده ۵ مدال طلا در شنا برای ژاپن و پُرافتخارترین ورزشکار مسابقات (مشترک)

جیانگ شائوی برنده ۵ مدال طلا در ژیمناستیک برای چین و پُرافتخارترین ورزشکار مسابقات (مشترک)

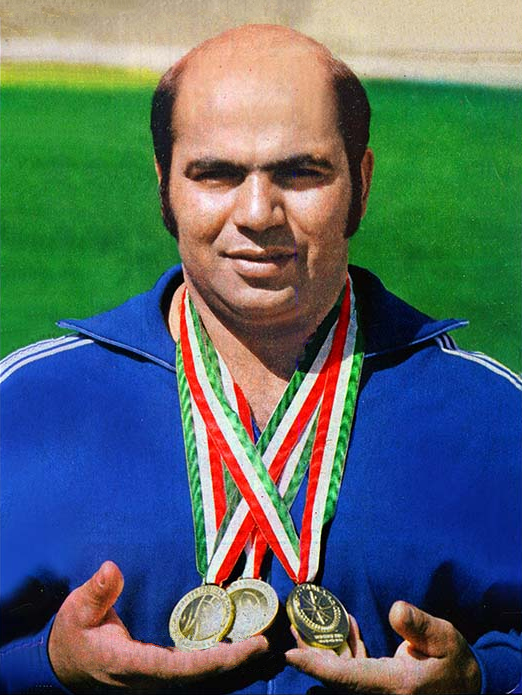
هوشنگ کارگرنژاد با کسب ۳ مدال طلا در وزنه‌برداری پُرافتخارترین ورزشکار ایران در بازی‌های آسیایی ۱۹۷۴ بود.

رتبه‌بندی در این جدول با جدول مدال‌های منتشر شده از سوی مجمع کمیتهٔ بین‌المللی المپیک مطابقت دارد. به‌طور پیش‌فرض، جدول بر اساس تعداد مدال‌های طلایی که ورزشکاران یک کشور کسب کرده‌اند، تنظیم شده‌است (در این زمینه، یک «کشور» موجودیتی است که توسط «کمیتهٔ ملی المپیک» آن کشور به نمایش گذاشته می‌شود). سپس تعداد مدال‌های نقره و سپس تعداد مدال‌های برنز مورد توجه قرار می‌گیرد. اگر دو کشور از نظر تعداد تمام انواع مدال‌ها برابر باشند، رتبهٔ مساوی به آن‌ها داده می‌شود و در جدول‌ها بر اساس الفبای کد کشور در کمیته بین‌المللی المپیک فهرست می‌شوند.
در مجموع ۶۰۹ مدال (شامل ۲۰۲ طلا، ۱۹۹ نقره و ۲۰۸ برنز) اهدا شد. تعداد کل مدال‌های برنز از تعداد کل مدال‌های طلا یا نقره بیشتر است، زیرا در هر رویداد بوکس دو مدال برنز اهدا شد. در ۱۰۰+‎ کیلوگرم کشتی آزاد، تساوی برای کسب مقام اول در بین کشتی‌گیر ایران (اسکندر فیلابی) و کشتی‌گیر ژاپن (یوشیدا ایزوگای) به این معنی بود که هیچ مدال نقره‌ای اهدا نشد. در ژیمناستیک، تساوی برای مقام دوم در رویداد میله پارالل منجر به دو مدال نقره شد و بدین ترتیب هیچ فردی مدال برنز کسب نکرد (در بخش مردان) و به‌طور مشابه یک تساوی برای کسب مقام اول در پارالل ناهم‌سطح به معنای عدم اهدای مدال نقره بود (در بخش زنان).
  *  کشور میزبان (ایران)
| رتبه  | کشور            | طلا | نقره | برنز | مجموع |
| ۱     | ژاپن (JPN)      | ۷۵  | ۴۹   | ۵۱   | ۱۷۵   |
| ۲     | ایران (IRI)*    | ۳۶  | ۲۸   | ۱۷   | ۸۱    |
| ۳     | چین (CHN)       | ۳۲  | ۴۶   | ۲۷   | ۱۰۵   |
| ۴     | کره جنوبی (KOR) | ۱۶  | ۲۶   | ۱۵   | ۵۷    |
| ۵     | اندونزی (INA)   | ۱۵  | ۱۴   | ۱۷   | ۴۶    |
| ۶     | اسرائیل (ISR)   | ۷   | ۴    | ۸    | ۱۹    |
| ۷     | هند (IND)       | ۴   | ۱۲   | ۱۲   | ۲۸    |
| ۸     | تایلند (THA)    | ۴   | ۲    | ۸    | ۱۴    |
| ۹     | کره شمالی (PRK) | ۳   | ۴    | ۴    | ۱۱    |
| ۱۰    | مغولستان (MGL)  | ۲   | ۵    | ۸    | ۱۵    |
| ۱۱    | پاکستان (PAK)   | ۲   | ۰    | ۷    | ۹     |
| ۱۲    | سری‌لانکا (SRI)  | ۲   | ۰    | ۰    | ۲     |
| ۱۳    | سنگاپور (SIN)   | ۱   | ۳    | ۷    | ۱۱    |
| ۱۴    | عراق (IRQ)      | ۱   | ۰    | ۳    | ۴     |
| ۱۵    | فیلیپین (PHI)   | ۰   | ۲    | ۱۱   | ۱۳    |
| ۱۶    | مالزی (MAS)     | ۰   | ۱    | ۵    | ۶     |
| ۱۷    | میانمار (BIR)   | ۰   | ۱    | ۲    | ۳     |
| ۱۸    | کویت (KUW)      | ۰   | ۱    | ۰    | ۱     |
| ۱۹    | افغانستان (AFG) | ۰   | ۰    | ۱    | ۱     |
| مجموع | مجموع           | ۲۰۰ | ۱۹۸  | ۲۰۳  | ۶۰۱   |

## تغییر در مدال‌ها
در تاریخ ۱۰ سپتامبر ۱۹۷۴، دبیرکل فدراسیون جهانی وزنه‌برداری اعلام کرد که دوپینگ دو ورزشکار (کیم جونگ ایل از کره شمالی و ماسوشی اوچی از ژاپن) به علت استفاده از «داروی ممنوعه» مثبت بوده و از مدال‌هایشان محروم شدند. کیم برندهٔ سه مدال طلا (یک‌ضرب، دوضرب و مجموع) در «سنگین‌وزن» وزنه‌برداری و «ماسوشی» برندهٔ دو مدال طلا (یک‌ضرب و مجموع) و مدال نقرهٔ (دوضرب) در «میان سنگین‌وزن» وزنه‌برداری شده بود. «کیم» معمولاً در دستهٔ «میان سنگین‌وزن» رقابت می‌کرد اما به دلیل اضافه وزن، مجبور شده بود در «سنگین‌وزن» به رقابت بپردازد. بعد از رد صلاحیت وی هر سه مدال طلای «سنگین‌وزن» به
هوشنگ کارگرنژاد از ایران رسید. مدال طلای یک‌ضرب و مدال نقرهٔ دوضرب «ماسوشی» به کیان یوکای از چین رسید و مدال طلای مجموع به علی والی از ایران رسید که باعث تغییرات جدیدی در جدول توزیع مدال‌ها شد.